# Glyphonyx okinawanus
Glyphonyx okinawanus là một loài bọ cánh cứng trong họ Elateridae. Loài này được Chûjô miêu tả khoa học năm 1959.